# Liste von Dorfkirchen in Berlin
Die Liste von Dorfkirchen in Berlin benennt 57 Dorfkirchen, Kirchen von Dörfern, im Stadtgebiet Berlins, die in der Regel erst 1920 bei der Bildung Groß-Berlins Teil Berlins wurden.
Die ältesten Dorfkirchen stammen aus dem frühen 13. Jahrhundert. Alle haben ausnahmslos im Laufe der Zeit ihre bauliche Gestalt verändert: durch Ergänzungen (z. B. durch Sakristeien und Türme), durch Erweiterung der Kirchenschiffe für mehr Plätze, durch Um- und durch Ersatzbauten (wegen Baufälligkeit oder Kriegszerstörungen im Siebenjährigen Krieg oder im Zweiten Weltkrieg, in dem viele Dorfkirchen Schaden nahmen). Die jüngsten Ersatzbauten entstanden nach dem Zweiten Weltkrieg (Friedrichsfelde 1951 und Lietzow/Charlottenburg 1961). Einige wurden auch vollständig zerstört und nicht wieder aufgebaut (Falkenberg, Malchow und Wartenberg).
Die heute bestehenden Dorfkirchen und ihre Vorgängerbauten sind wichtige Zeugnisse der Geschichte des heutigen Stadtgebietes. Geschichtsbilder unterliegen der Veränderung. Nicht immer entsprechen die Darstellungen in den örtlichen Gemeinden dem jeweils neuesten Forschungsstand. Das betrifft unter anderem die Frage der Datierungen: Mehrere Dorfkirchen, unter anderem die von Biesdorf, Karow und Marienfelde, beanspruchen für sich den Titel Ältestes Bauwerk Berlins. Die ausgewertete Literatur macht diesen Status für die Dorfkirche Marienfelde am wahrscheinlichsten. Bei der Inanspruchnahme von Superlativen (die „älteste“, die „kleinste“) ist zu beachten, dass sich diese Behauptungen oft nur auf die Ost- oder Westhälfte der Stadt beziehen.
Dieser Beitrag besteht aus Kurzbeschreibungen aller Berliner Dorfkirchen inklusive nicht mehr bestehender Gebäude. Hierzu gehören alle Kirchen, die wegen ihrer Stellung im Ortsbild den Charakter einer Dorfkirche haben, wie beispielsweise auch die Schlosskirche Buch und die Kirchen um den Richardplatz in Berlin-Neukölln.

## Bauliche Gestalt der Dorfkirchen
Aus dem Mittelalter sind auf dem heutigen Berliner Stadtgebiet 63 Siedlungen namentlich bekannt; dazu kommen mehr als 20 archäologisch aufgefundene wüstgefallene Siedlungen, darunter als bekannteste das Museumsdorf Düppel (der ursprüngliche Name ist unbekannt). Von diesen 63 Siedlungen haben während des Mittelalters nur 51 eine Stein- oder Fachwerkkirche erhalten; Pichelsdorf und Schönow bis zum heutigen Tage nicht, Altglienicke und Rahnsdorf erst am Ende des 19. Jahrhunderts.
Für diese zwölf „kirchenlosen“ Dörfer bzw. Wüstungen ist aber wenigstens von den üblichen Holzkirchen auszugehen, die sie als Neusiedlungen während der allerersten Gründungszeit erhalten haben; Steinkirchen folgten wegen der erheblichen Baukosten erst nach etwa 20 bis 30 Jahren. Für neun Dörfer sind Fachwerkkirchen nachgewiesen; das geringe Quellenmaterial lässt aber keine Aussage darüber zu, ob sie noch mittelalterlichen oder schon nachmittelalterlichen Ursprungs waren; keine von ihnen ist erhalten geblieben und ihr Aussehen ist nicht bekannt.
Zwei Drittel (42) der namentlich bekannten Dörfer haben Steinkirchen erhalten, die Hälfte (29) aus mehr oder weniger sorgfältig gequaderten Feldsteinfindlingen. Diese Feldsteinquaderkirchen dürften im Wesentlichen in der Zeit der askanischen Markgrafen von Brandenburg entstanden sein, die 1319 endete. Von beispielhafter Stilreinheit sind für die Saalkirchen mit Apsis  die Dorfkirche Marienfelde und für die Chorquadratkirchen die Dorfkirche Mahlsdorf.
Die 13 Dorfkirchen, die aus ungequaderten Feldsteinen (z. B. Dorfkirche Reinickendorf und Dorfkirche Blankenfelde) oder aus Mischmauerwerk (z. B. Dorfkirche Dahlem und Dorfkirche Weißensee) bestehen, sind überwiegend im 15. und 16. Jahrhundert entstanden. Die geringe Bautätigkeit im 14. Jahrhundert erklärt sich wohl aus Krisenerscheinungen (Interregnum zwischen den Askaniern und Hohenzollern (ab 1415) mit wechselnder Herrschaft landfremder Fürsten, Pest 1349 und der damit zusammenhängenden Agrarkrise).

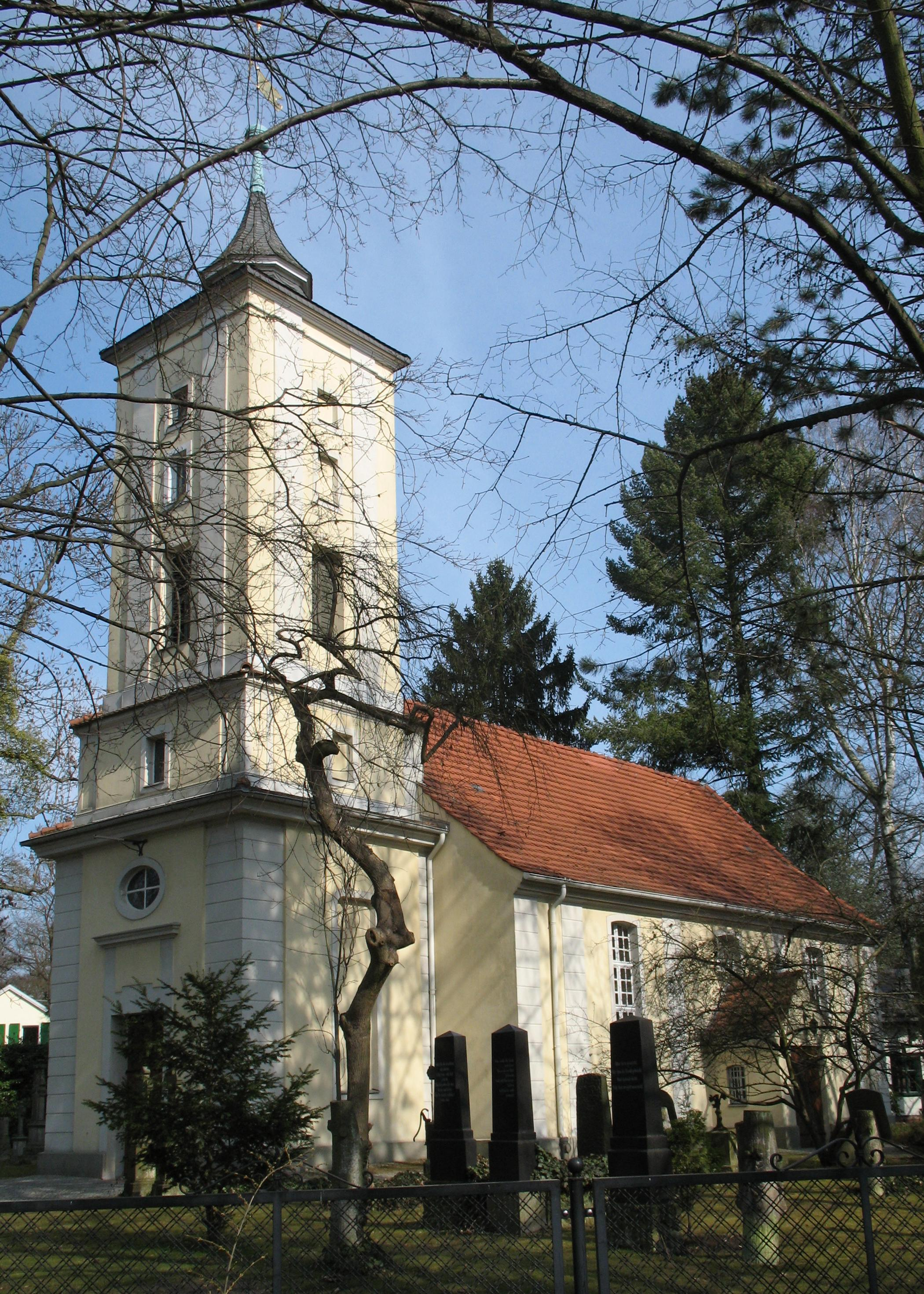
Dorfkirche Heiligensee (im Kern spätmittelalterlich, barock überformt durch Putzhaut und zeittypischen Turm)

15 Dorfkirchen zeigen heute eine nachmittelalterliche Putzhaut, wie sie erst ab der Barockzeit üblich wurde, um minderwertiges Backsteinmauerwerk zu überdecken und teilweise sogar um (teuren) Haustein vorzutäuschen (z. B. die aufgeputzten Ecklisenen der Dorfkirche Hermsdorf und der Dorfkirche Heiligensee). Dennoch steckt unter ihnen in manchen Fällen noch mittelalterliches Mauerwerk (z. B. Dorfkirche Kaulsdorf und Dorfkirche Rixdorf), in anderen Fällen handelt es sich um nachmittelalterliche Ersatzbauten (z. B. Dorfkirche Schmöckwitz). Völlige Neubauten, die erst im 18. Jahrhundert für Glaubensflüchtlinge aus Böhmen oder der Pfalz errichtet wurden, finden sich in Böhmisch-Rixdorf (1944 zerstört), Friedrichshagen sowie in Müggelheim.
Industrielle Revolution und Eisenbahnbau bewirkten einen starken Bevölkerungszuwachs in Berlin in der zweiten Hälfte des 19. Jahrhunderts, der sich auch auf die damaligen unmittelbaren Vororte auswirkte, so dass der Kirchenraum der Dorfkirchen nicht mehr ausreichte und sie um querschiffartige Anbauten nach Osten hin erweitert werden mussten (z. B. Französisch-Buchholz, Heinersdorf, Pankow, Rosenthal und Weißensee). In anderen Fällen wurden die alten Bauten ersatzlos abgerissen und durch neue ersetzt (z. B. Altglienicke, Marzahn, Steglitz, Tegel und Wilmersdorf); bei ihnen handelte es sich in der Mehrzahl der Fälle ohnehin um Bauten minderer Qualität. Anders als noch in der Barockzeit wurde vor allem gegen Ende des 19. Jahrhunderts unter dem Einfluss der Schinkelschule nun der (unverputzte) Backsteinziegelbau bevorzugt.
Im 18. Jahrhundert kam in Abweichung von den bis dahin üblichen längsrechteckigen Grundrissen in Einzelfällen auch der Zentralbau zur Anwendung, bei den Ersatzbauten in Buch und Zehlendorf sowie beim Neubau in Müggelheim. Die imposanteste (und am wenigsten dorfkirchenmäßige) Gestalt erhielt die Schlosskirche Buch, die gleichwohl auch für den Gemeindegottesdienst zur Verfügung stand.
Die Dorfkirchen sind vor allem hinsichtlich der Tür- und Fensteröffnungen (Rund- und Spitzbögen), aber auch hinsichtlich der Anbauten (Sakristeien, Vorhallen usw.) so oft überformt worden, dass ihrem derzeitigen Aussehen kaum noch Aussagekraft über die wesentliche Gestalt der Kirche zukommt. Die wiederholten Überformungen der Tür- und Fensterbögen einschließlich der Versetzung von Eingängen sind selbst für den Fachmann oft nur schwer zu erkennen und zuverlässig nur anhand von ggf. noch vorhandenen Bauakten zu rekonstruieren. Zudem lassen die Bögen keinerlei Rückschlüsse auf die Erbauungszeit zu: „Daß die Gleichung Romanik = Rundbogen, Gotik = Spitzbogen nicht stimmt, ist lange bekannt und sollte zum gesicherten Wissen aller gehören.“
Es besteht ein Zusammenhang zwischen der baulichen Gestalt der Dorfkirche und der ökonomischen Situation ihres Dorfes (Gemarkungsgröße und Bodenqualität (Ertragsfähigkeit)): Kostenaufwendige Kirchen mit differenziertem Grundriss (Apsis, eingezogener Chor, Langhaus und schiffsbreitem Turm) und sorgfältiger Steinquaderung trifft man vor allem auf den großen Gemarkungen, die wiederum bevorzugt auf den guten Böden angelegt worden sind („askanische Plansiedlung“ auf dem Teltow und Barnim): der „ökonomische Faktor im Dorfkirchenbau“. Siedlungen auf kleinen Gemarkungen und schlechten Böden erhielten Kirchen geringerer Qualität erst im Spätmittelalter oder aber sogar überhaupt nicht (jedenfalls keinen steinernen Bau einschließlich Fachwerk im Mittelalter).
Da die reichsten Gemeinden diejenigen gewesen sein müssen, die als erste bauen konnten, müssen sich in ihren Kirchen die ältesten Grundrisstypen widerspiegeln. Insoweit lassen der Grundrisstyp einer Kirche und ihr Baumaterial bzw. dessen Bearbeitung auch Rückschlüsse auf die Erbauungszeit zu (Problem der Datierung mangels Schriftquellen, zu wenig Dendrodaten). Wenig bekannt ist der Umstand, dass die scheinbar überall vorhandenen Feldsteinfindlinge vorwiegend auf den lehmhaltigen Böden festgehalten worden sind (Geschiebemergel), während sie durch eiszeitliche Schmelzwasservorgänge aus den sandhaltigen Böden überwiegend ausgewaschen worden sind. Da die sandhaltigen Böden weniger ertragreich sind als die lehmhaltigen, sind diese Dörfer doppelt benachteiligt: Sie haben weniger Einnahmen aus Ernteerträgen und müssen sich das Baumaterial erst kostenträchtig beschaffen; diese doppelte Benachteiligung könnte auch die übergroße Verzögerung ihres Kirchenbaus erklären (geringe Bautätigkeit im 14. Jahrhundert).
Wichtig für diesen „ökonomischen Faktor im Dorfkirchenbau“ ist der Umstand, dass der Bau eines schiffsbreiten Westquerturms rund 40 % der verwendeten Quader und damit der Baukosten benötigt. Dies erklärt, warum viele Dorfkirchen ihre Türme erst später erhalten haben: auf kleinerem Grundriss („eingezogener“, nicht schiffsbreiter Turm), geringerwertiges Baumaterial, aber auch erst nachmittelalterlich. Türme verfügen über einen eigenen fundamentierten Steinunterbau und sind zu unterscheiden von den Dachtürmen mit Holzverbretterung, die am Westgiebel des Satteldaches aufsitzen; letztere sind meist nachmittelalterlich. Eine Besonderheit stellen die Turmeckkanten aus weißem Kalkstein dar, z. B. in Blankenburg und Mahlsdorf; die Kalksteine stammen aus dem Rüdersdorfer Kalksteinbruch und wurden nur im Südostdrittel des Barnim verwendet, an insgesamt 22 Dorfkirchen (aber auch z. B. an der Marienkirche in Berlin-Mitte).

## Ausstattung und Friedhöfe der Dorfkirchen
Die Ausstattung (Altäre, Taufen, Kanzeln, Orgeln, Glocken, Altargeräte, Glas- und Wandmalereien, Skulpturen, Bilder, Gedenktafeln) sind im Laufe der Jahrhunderte starken Wandlungen unterzogen worden: nicht nur durch den Wandel des Zeitgeschmacks und durch Zugriffe der Museen, sondern vor allem durch die Zerstörungen des Zweiten Weltkriegs. Keine einzige Dorfkirche verfügt mehr über ihre originale Ausstattung. Ersatz für Kriegsverluste wurde aus anderen Kirchen geleistet; so ist zum Beispiel die Ausstattung der Berliner Franziskaner-Klosterkirche über eine Vielzahl von Berliner Kirchen verteilt worden.
Schon vor dem Krieg hatte sich das Märkische Museum die beiden ältesten, noch spätromanischen Taufsteine aus Tempelhof und Stralau einverleibt; der Stralauer ist aber inzwischen zurückgekehrt. Der Lichtenrader Taufengel, mit dem Blankenburger einzigartig in Berlin, befindet sich im Heimatmuseum Tempelhof. Ein Höhepunkt des „Ausstattungs-Tourismus“ zeigt sich in Hohenschönhausen: Der Flügelaltar aus der Zeit um 1450 stand bis 1924 in der Dorfkirche Wartenberg; man bekam ihn als Entschädigung, weil das Märkische Museum die seit 1875 in ihrem Besitz befindliche Kreuzigungsgruppe nicht wieder nach Hohenschönhausen zurückgeben wollte.
Zu den kunstgeschichtlich bedeutendsten Ausstattungsstücken zählen:
- der Katharinen-Altar in Tempelhof, der Annen-Altar in Dahlem und der Flügelaltar von Reinickendorf (1938 aus dem Märkischen Museum zurückgeholt);
- die Schnitzfiguren von Wittenau;
- der barocke Kanzelaltar von Buch;
- der wuchtige spätromanische Taufstein von Stralau;
- das Hohenlohe-Epitaph in Buckow (aus der Franziskaner-Klosterkirche) und der Röbel-Totenschild in Hohenschönhausen;
- die Wandmalereien in Dahlem;
- die Glasmalereien in Stralau (einzigartig in Berlin);
- die Bronzeglocke (13. Jahrhundert) in Buckow.[4]

Außergewöhnliche Aufmerksamkeit finden auch:
- das mit einer Glasplatte abgedeckte, archäologisch freigelegte Grabskelett im inneren Turmbereich von Marienfelde;
- die Spuren tiefer Axthiebe auf der Holztür der spätmittelalterlichen Sakristei von Karow;
- das Grab von Rudi Dutschke unmittelbar dicht an der Nordwand von Dahlem;
- der Gedenkstein für die Berliner und Brandenburger Tsunami-Opfer von 2004 nahe der Apsis von Tempelhof.

Früher beanspruchten adlige und nichtadlige Gutsbesitzer (zum Beispiel die von Humboldt in Falkenberg, Adolf Kiepert in Marienfelde) Grabstellen in unmittelbarer Nähe der Kirche; in der Gruft unter der Sakristei in Britz liegen auf dem Sarg des Ministers von Hertzberg (1725–1795) noch immer sein Dreispitz und Degen, allerdings sehr eingestaubt und nicht öffentlich zugänglich. Da die meisten Friedhöfe zu klein geworden sind, werden auf vielen von ihnen nur noch traditionell die Gemeindepfarrer und die Angehörigen der alten Bauerngeschlechter beerdigt.

## Problematische heimatkundliche Vorstellungen über die (Berliner) Dorfkirchen

### Datierungen
In den allermeisten Fällen sind keine zeitgenössischen schriftlichen Aufzeichnungen (Urkunden, Chroniken) über den Bau der jeweiligen Dorfkirche vorhanden. Für die mehr als 50 Dorfkirchen mittelalterlichen Ursprungs in Berlin gibt es lediglich in zwei Fällen urkundliche Nachrichten: Errichtung der (derzeitigen) Dorfkirche Stralau 1464 und Wiederaufbau der 1433 abgebrannten Dorfkirche Staaken 1436–42. Alle anderen gängigen Datierungen, vor allem im Standardwerk Kurt Pompluns Berlins alte Dorfkirchen (Berlin 1962), beruhen auf der auf Georg Dehio zurückgehenden Datierungsmethode durch Stilvergleich (stilgeschichtliche Analyse), die zwar eine grobe relative Chronologie der Kirchen untereinander erlaubt (üblicherweise etwa auf ± 50 Jahre genau, z. B. „1. Hälfte des 14. Jahrhunderts“), aber keine absoluten, jahrgenauen Datierungen.
Eine jahrgenaue Datierung ist erst seit etwa 20 Jahren durch die naturwissenschaftliche Methode der Dendrochronologie möglich, jedoch nur, wenn Holzreste der Erbauungszeit noch auffindbar und weitere Voraussetzungen erfüllt sind. Aus diesem Grunde beruht der Streit (insbesondere zwischen der Dorfkirche Marienfelde, der Dorfkirche Karow und der Dorfkirche Biesdorf), die sich als die „älteste in Berlin“ bezeichnen darf, im Wesentlichen auf Lokalpatriotismus. Ein Dendrodatum liegt unter diesen drei lediglich für die Dorfkirche Marienfelde vor („um/nach 1230“); allerdings handelt es sich nur um ein zweitverwendetes Bauholz im Dachstuhl (vgl. Anwendungsbeispiele der Dendrochronologie).
Außerdem muss der Begriff der „ältesten“ Kirche hinsichtlich des Baumaterials (Holz oder Stein) und der Bauphase (Erstbau oder Nachfolger) differenziert werden:
1. Die allerersten „ältesten“ Kirchen der zuziehenden Siedler waren Holzbauten, von denen jedoch in Berlin bisher keine archäologischen Spuren auffindbar sind (anders z. B. in der Niederlausitz[5]). Kurt Pomplun war noch der Meinung, dass die Dorfkirchen keine hölzernen Vorgänger gehabt hätten. Inzwischen geht die Forschung davon aus, dass die Steinkirchen erst in einem Abstand von 20 bis 30 Jahren folgten, was unter anderem mit den erheblichen Baukosten zu tun hat.[1]
2. Bei der vorhandenen Kirche muss es sich nicht um den Erstbau einer Steinkirche handeln. Viele mittelalterliche Dorfkirchen sind mehrfach umgebaut oder nach dem Mittelalter durch Barockbauten ersetzt worden. Ein besonderer Fall liegt in Tempelhof vor (vgl. Entstehung der Dorfkirche Marienfelde): Die heute vorhandene Dorfkirche Tempelhof, 1954–56 nach Kriegszerstörungen wiederaufgebaut, entspricht dem etwa um 1250 errichteten Feldsteinbau. Bei archäologischen Untersuchungen 1952 wurden unter ihr Spuren einer vor 1250 brandzerstörten Steinkirche gefunden, bei der es sich wahrscheinlich um die älteste bekannte Dorfkirche aus Stein in Berlin handelt. Indessen sind ohne optimale Dendrodaten weder absolute Bejahungen noch Verneinungen möglich, so dass der Streit um das Prädikat „älteste Kirche“ nicht eindeutig abgeschlossen werden kann.

Unausrottbar scheint schließlich das Missverständnis der urkundlichen Ersterwähnung zu sein. Viele Dörfer der Mark Brandenburg werden erstmals im Landbuch Karls IV. von 1375 erwähnt, obwohl sie fast immer schon mehr als hundert Jahre vorher entstanden sind. Beispielsweise auf dem Barnim handelt es sich dabei um rund ein Viertel aller Dörfer. Dies führt dazu, dass quer durch die Mark in den Jahren 1975 und 2000 reihenweise 600-Jahr- bzw. 625-Jahr-Jubiläen der „Dorfgründung“ gefeiert wurden.
Die wenigen überlieferten Schriftquellen sind jedoch fast immer aus zufälligen Anlässen entstanden (z. B. Urkunden über den Verkauf von Hufen oder Schenkungen von Rechten in einem namentlich erwähnten Dorf) und geben Aufschluss über die Dorfgründung nur insoweit, dass spätestens zu diesem Zeitpunkt das Dorf schon vorhanden gewesen sein muss (Fachbegriff: terminus ante quem). In Einzelfällen (z. B. Dorfkirche Hohenschönhausen) wird dieses Zufallsdatum sogar auch noch für die Erbauung der Dorfkirche zugrunde gelegt, weil unterstellt wird, dass bei der Dorfgründung die Kirche sofort als Steinbau errichtet wurde (siehe jedoch oben).

### Dorfkirchen als „Wehrkirchen“
Oft reicht das pure Vorhandensein von gequaderten Feldsteinen als Baumaterial dazu aus, die Kirche als „Wehrkirche“ zu bezeichnen, selbst wenn, wie z. B. in Lichterfelde, noch nicht einmal ein bauzeitlicher Steinturm vorhanden ist. Von Wehrkirchen kann aber nur dann gesprochen werden, wenn eine nachhaltige, aktive militärische Verteidigung möglich ist. Dies setzt das Vorhandensein eines mauerumwehrten Kirchhofs voraus, der auch einen Brunnen und Vorratsgebäude (Gaden) umschließt. Diese Kirchhofsmauer oder auch das Dach- oder Turmgeschoss der Kirche müssen, wenn sie ihren Zweck erfüllen sollen, mit Wehrgang, Zinnen und Schießscharten versehen sein, wie sie in den Kirchenburgen z. B. in Franken und Siebenbürgen vorzufinden sind.
Die Schlitzfenster der märkischen Dorfkirchen im Turmbereich werden viel zu oft als „Schießscharten“ bezeichnet, obwohl das Schießen aus ihnen aus zwei Gründen gar nicht möglich ist: Die Schlitze weiten sich nicht nach innen, so dass ein Zielen gar nicht möglich ist. Fast immer fehlt auch die Standfläche für einen Schützen hinter dem Schlitz.
Neben den Schlitzfenstern existieren manchmal auch hölzerne Sperrbalken in den Türgewänden, in Einzelfällen auch schmale Treppen innerhalb der dicken Turmgewände. Zweifelsohne erleichtern sie es, die Kirche in Notfällen kurzfristig als Zufluchtsstätte zu benutzen. Dies ist jedoch weder der Haupt- noch der gleichberechtigte Nebenzweck der Kirchen. Es ist eine schlichte Selbstverständlichkeit, dass bei Gefahr dasjenige Gebäude im Dorf aufgesucht wird, das am höchsten liegt und über die festesten Wände verfügt.
In der Fachdiskussion überwiegt etwa seit 2000 daher die Meinung, dass wehrhafte Elemente an Dorfkirchen (wie z. B. Zinnen, Schlitzfenster usw.) eher symbolhaften Charakter haben. Kirchen, die nicht längere Zeit aktiv verteidigt werden können (wie z. B. Kirchenburgen), werden als Fluchtkirchen bezeichnet.
Dennoch ist in Darstellungen etwa seit 1900 der Eindruck erweckt worden, als handele es sich bei den Feldsteinkirchen um eine Art militärisches Bauprogramm, das mit dem Fortschreiten der „Ostkolonisation“ frontlinienmäßig nach Osten vorgeschoben wurde, gegen feindliche Slawen (siehe folgenden Abschnitt). Beispiel (1925): „Um die Wende des 12. und 13. Jahrhunderts war der Teltow noch ein slawisches Gebiet […] Allmählich drang also der Deutsche in das Land ein. Er mußte natürlich auf seiner Hut sein und sich, ähnlich wie wir es bei unseren afrikanischen Kolonien getan haben, militärisch sichern. […] Daher nutzte man ein Bauwerk inmitten des Dorfes auch für militärische Zwecke aus: die Kirche.“
Aus der Zeit der Errichtung der Feldsteinquaderkirchen (Anfang des 13. Jahrhunderts) sind keine Aufstände der slawischen Vorbevölkerung (wie z. B. im Jahr 983) mehr bekannt, wohl aber wiederholte Kämpfe (z. B. Teltow-Krieg) zwischen den bei der Landnahme rivalisierenden deutschen Fürsten (Askanier, Wettiner, Erzbischöfe von Magdeburg). Die Schutzfunktion der Dorfkirchen richtete sich also nicht vorrangig gegen die Slawen. Dies zeigen vor allem auch die (einzigen tatsächlichen) Wehrkirchen in Hessen, Franken und Baden-Württemberg, die abseits der ehemals slawischen Gebiete liegen und erst im Spätmittelalter entstanden: „Wehrkirchen“ sind kein antislawisches Bauprogramm.
Ein extremes Beispiel bietet die Dorfkirche Ladeburg (bei Bernau), wo die Dorfkirche zum Anbau eines ursprünglichen „askanischen Wehrturms“ erklärt wird.

### Kultur der Slawen
Natürlich haben sich die Slawen zwischen Elbe und Oder bis ins 12. Jahrhundert hinein gegen unerwünschtes Vordringen deutscher Zuzügler gewehrt. Allerdings gibt es, zum Teil sogar schon im 11. Jahrhundert, Beispiele slawischer Fürsten (z. B. in Mecklenburg und Pommern), die das Christentum annahmen, mit deutschen Nachbarfürsten paktierten und selbst deutsche Siedler und Kaufleute ins Land riefen. Die Deutsche Ostsiedlung verlief sehr viel einvernehmlicher als in vorigen Jahrhunderten unter Gesichtspunkten des Nationalismus gedacht, sodass die heutige Forschung lieber vom „hochmittelalterlichen Landesausbau in der Germania Slavica“ spricht.
Auch Markgraf Albrecht der Bär hatte mit seinem Nachbarn, dem christlichen Slawenfürsten Pribislaw-Heinrich, einen Erbvertrag zur Übernahme Brandenburgs geschlossen. Zur militärischen Eroberung Brandenburgs am 11. Juni 1157 kam es jedoch erst dann, als ein entfernter slawischer Verwandter namens Jaczo (Jaxa von Köpenick?) diesen Erbvertrag nicht anerkennen wollte. Viele Historiker gingen bis zur Mitte des 20. Jahrhunderts davon aus, dass die deutschen Zuzügler die slawische Bevölkerung vertrieben, wenn nicht gar „ausgerottet“ hätten; dies ist inzwischen jedoch widerlegt. Ein gutes Beispiel für den gemeinsamen Landesausbau ist unlängst für Mecklenburg detailliert belegt worden. Auch die Forschungen des ehemaligen Berliner Landesarchäologen Adriaan von Müller weisen in die gleiche Richtung (Museumsdorf Düppel).
Problematisch ist die von der deutschen „Ostforschung“ vor allem in der ersten Hälfte des 20. Jahrhunderts entwickelte Vorstellung von der slawischen Alltagskultur. Beispiel (1926): „Anstelle der hochentwickelten germanischen Kultur, die die Semnonen als ein Volk mit Sinn für Formengebung und Schönheit geschaffen hatten, trat in slawischer Zeit ein Zustand der Unkultur, wie wir ihn uns primitiver kaum denken können. Die Slawen paßten sich der rauhen Natur des Landes an, ohne ernsthaftere Versuche zu machen, die dürftigen Lebensbedingungen durch harte Arbeit zu verbessern.“
Dass diese Sichtweise manchmal bis in die heutige Zeit anhält, zeigt das Beispiel einer Dorfkirchen-Broschüre einer Kirchengemeinde im Süden Berlins aus dem Jahr 1990: „Erst im 12. Jahrhundert setzte die gewaltige Kolonisationsbewegung auch in unserer Heimat ein. Die Ritter- und Mönchsorden begannen ihre weitausgreifende Arbeit, die immer um zwei Ziele kreiste: Evangelisation und Zivilisation. Sie predigten das Evangelium, errichteten immer mehr und festere Stützpunkte und zeigten den Wenden, wie man den Kampf gegen Sand und Wasser aufnimmt und in planmäßiger Arbeit auch dem kargen, märkischen Sandboden reichen Ertrag abringen kann.“
Die Vorstellung, dass den Slawen Kultur quasi aufgedrängt werden musste einschließlich der Erziehung zu „harter Arbeit“ und dass diese sich dagegen wehrten, steht in unmittelbarem Zusammenhang mit der Interpretation von Dorfkirchen als „Wehrkirchen“. Dass es ein Kulturgefälle vom südwestlichen Mittelmeerraum nach Nordosten hin gab, ist unbestritten; dies betrifft jedoch ebenso sehr die germanischen Vorläufer in Bezug auf die Römer; zu Hochmut besteht also kein Anlass.

### Bedeutung der Zisterzienser
Die Klöster, vor allem des Ordens der Zisterzienser mit seinen weitreichenden internationalen Verbindungen, spielten bei der Erschließung des Landes eine wichtige Rolle. Wenn man es populär mit heutiger Begrifflichkeit ausdrücken wollte, so beauftragten die Markgrafen insbesondere die Zisterzienser mit der „Wirtschaftsstrukturförderung“, einschließlich des Klosters Lehnin als „Landesinvestitionsbank“; sie benutzten die Orden einschließlich der Templer auf den Gebieten der „Außenpolitik“, der „Verteidigungspolitik“, der „Finanzpolitik“ und in der „Staatskanzlei“.
Dies darf jedoch weder zu einer Unterschätzung der ebenso wichtigen Leistung der adligen und bürgerlichen Dorfgründer („Lokatoren“) noch zu einer Überschätzung der Zisterzienser führen. Deren Niederlassungen Lehnin und Chorin waren zwar wichtige Inseln in der askanischen Mark (Zinna war magdeburgisch und Doberlug wettinisch), bildeten aber keine flächendeckenden Netze angesichts von etwa 500 gründungszeitlichen Dörfern mit mittelalterlichen Steinkirchen.
Irrtümliche Vorstellungen über eine Art Monopol der Zisterzienser beim hochmittelalterlichen Landesausbau führen zu der Behauptung, dass die Gestalt und die Bauqualität der märkischen Feldsteinkirchen direkt oder indirekt auf die Zisterzienser zurückgehen; vergleichbare Dorfkirchen wurden aber schon Jahrzehnte früher auch ohne zisterziensischen Einfluss in der askanischen Altmark erbaut.
Warnendes Beispiel ist die angeblich von der Bauhütte des Klosters Zinna erbaute Dorfkirche Marienfelde, wo die unbewiesenen Behauptungen der lokalen Heimatforschung durch jüngste Bauforschungsergebnisse an der angeblich beispielgebenden Klosterkirche Zinna mühelos widerlegt werden können. Auch in anderen Dorfkirchen außerhalb des Klosterbesitzes findet man die Behauptung, die Zisterzienser hätten nicht nur den Kirchenbau beeinflusst, sondern auch wahlweise die deutschen Zuzügler und/oder die ansässigen Slawen in der Landwirtschaftstechnik angeleitet. Die Zisterzienserforschung (Winfried Schich) ist jedoch inzwischen zu anderen Ergebnissen gekommen:
„Ausgehend von den in der Ordenstradition verbreiteten Hinweisen auf die Errichtung der Klöster in der Wildnis, bildete sich im 19. Jahrhundert die Lehre von den hervorragenden Leistungen der Zisterzienser in der Kultivierung nicht oder wenig erschlossener Räume heraus. Damit verknüpfte sich, namentlich in der deutschen Forschung, die Ansicht von der kulturellen Rückständigkeit aller slawischen Gebiete in der Zeit vor dem Einsetzen der sogenannten deutschen Ostkolonisation des hohen Mittelalters. Scharen von Mönchen und Konversen hätten sich als Pioniere der Zivilisation und des Deutschtums in den slawischen Einöden niedergelassen und, in gemeinsamer Arbeit mit den herbeigerufenen deutschen Bauern, im 12. und 13. Jahrhundert östlich der Elbe ‚terras desertas‘ [wüste Ländereien] in blühende Kulturlandschaften verwandelt. Selbst wenn man den Quellen entnehmen musste, dass den Zisterziensern hier schon bestehende Dörfer überlassen wurden, hielt man mit Franz Winter, dem Autor des in den Jahren 1869–1871 erschienenen dreibändigen Werkes über die ‚Zisterzienser des nordöstlichen Deutschlands‘, lange daran fest, dass die ‚eigentliche Kultivierung‘ der nur von den unfähigen Slawen bzw. ‚von armen und faulen Polen‘ bewohnten Länder von den Zisterziensern noch zu leisten war.“
Die eigentlichen Verdienste der Zisterzienser bei der Entwicklung von Wirtschaft und Handel (anstatt vermeintlicher Rodungsarbeit) in der Mark blieben jedoch unerwähnt, weil sie für die gewünschte antislawische Tendenz nicht benötigt wurden:
„Die Zisterzienser beschränkten sich aber schon im 12. Jahrhundert nicht mehr auf die Eigenversorgung. Sie wollten zusätzlich die Gewinnmöglichkeiten des Handels nutzen. Dafür übernahmen sie bereits bestehende Märkte und Krüge und errichteten schon bald weitere.“ Das klingt zwar unmönchisch und unfromm, war aber sehr wichtig für den Landesausbau.

### Unterirdische Gänge
Nicht in den Vorhallen der Kirchen, sondern auf dem Friedhof kann der Besucher von grabpflegenden Dorfbewohnern von geheimnisvollen unterirdischen Gängen zur und aus der Kirche erfahren. Die Häufigkeit dieses Stereotyps ist nicht repräsentativ belegbar, weil es nur in Ausnahmefällen in gedruckter Form erscheint (willkürliche Auswahl: Tempelhof in Berlin, Blumberg (Ahrensfelde) und Klosterfelde (Wandlitz)). Obwohl es sogar Informanten gibt, die beschwören, „ihren“ Gang in ihrer Jugend mit eigenen Augen gesehen zu haben, ist ein solcher Gang noch nie nachgewiesen worden, jedenfalls nicht in ganz Brandenburg.
Beispiel: Als 1929 beim U-Bahn-Bau in Tempelhof nahe der behaupteten Endstelle des Ganges ein Gewölbe angeschnitten wurde, löste dies zunächst einen Triumphschrei aus; es stellte sich aber sehr schnell heraus, dass es sich um das Kellergewölbe des früheren Dorfkruges handelte, das im 19. Jahrhundert dem Bau des heutigen Tempelhofer Damms hatte weichen müssen. Bei weiteren Arbeiten 1939 zeigten sich Reste eines gemauerten Wasserdurchlasses unterhalb der alten Chaussee zu deren Entwässerung. Nach dem Zweiten Weltkrieg wurde die verschüttete Kellertreppe zum Heizkeller der kriegszerstörten Kirche als Zugang zum Geheimgang interpretiert und der vergitterte Zugang eines ehemaligen Eiskellers im nahe gelegenen Theodor-Francke-Park als der Ausgang.
Oft wird eine Verbindung zu einem nahegelegenen Schloss behauptet (z. B. in Blumberg); besonders beliebt scheinen Klosterkirchen zu sein (z. B. Angermünde und Chorin), oft im sexuellen Kontext unerlaubter Besuche der Mönche und/oder Nonnen. In Frankreich, dem Heimatland der Tempelritter, ist die Behauptung von unterirdischen Gängen und vergrabenen Schätzen bei nahezu allen Templer-Niederlassungen quasi obligatorisch.
Dass Tunnel generell zu spekulativen Phantasien anregen, zeigen auch Gebäudekomplexe des Dritten Reichs: Vom Sitz des Oberkommandos der Wehrmacht in Wünsdorf führt angeblich ein unterirdischer Gang (über rund 35 km!) zum Flughafen Tempelhof, ein weiterer von dort zur ehemaligen Reichskanzlei. Über die verbunkerten Kellergeschosse des Flughafens Tempelhof und der zeitweiligen U-Boot-Funk- und Leitstelle „Koralle“ bei Bernau kursieren völlig überzogene Vorstellungen in Gestalt von förmlichen Tunnelsystemen.

## Pompluns Klassiker:Berlins alte Dorfkirchen
Die Kenntnisse über Berlins alte Dorfkirchen sind entscheidend geprägt von Kurt Pomplun, dessen erfolgreichstes Buch Berlins alte Dorfkirchen auf der Grundlage seines Artikels Der mittelalterliche Dorfkirchenbau auf dem Teltow (in: Berliner Blätter für Vor- und Frühgeschichte 9/1960, Berlin 1961) entstand. Es erlebte zwischen 1962 und 1984 insgesamt sechs Auflagen und gilt noch heute als populäres Standardwerk. Sein Kenntnisstand von 1960 ist jedoch inzwischen durch moderne Forschungsmethoden in mehreren Punkten überholt:
- „Alle Kirchenbauten unserer Gegend sind sofort in Stein errichtet worden und haben keine Vorgänger in Holz gehabt.“ Tatsächlich wurden aber inzwischen hölzerne Vorgängerbauten archäologisch aufgespürt, die mit Hilfe der Dendrochronologie oft jahrgenau datiert werden konnten und zeigten, dass die Steinbauten etwa erst im Abstand einer Generation (etwa 30 Jahre) folgten.[21]
- „Baumaterial ist in der Frühzeit ausschließlich der Feldstein des eiszeitlichen Moränenschutts, der überall reichlich vorhanden war.“ Tatsächlich aber wurden die Feldsteine nur in Lehmböden festgehalten, während sie aufgrund eiszeitlicher Schmelzwasservorgänge in den Talsanden nicht vorhanden sind. Die beschränkte Verfügbarkeit hatte gravierende Folgen für den Bau von Dorfkirchen.[22] Sie erklärt insbesondere, warum die vielen Dorfkirchen in ganz unterschiedlicher Qualität und zu ganz unterschiedlichen Zeitpunkten errichtet wurden.
- „Die Technik der Steinbehandlung folgte dem Vorbild von Zinna“, wo für die Klosterkirche „das Weihedatum […] mit dem Jahre 1226 urkundlich belegt ist.“ Tatsächlich wurde aber inzwischen durch die Forschung erwiesen, dass es sich beim Datum 1226 nicht um die Weihe, sondern um die Neubegründung des 1179 zerstörten Klosters handelte.[23] Sorgfältig gequaderte Feldsteinkirchen als mögliche Vorbilder für Marienfelde gibt es schon weit vor 1200 in der Altmark (Dendrodaten ab 1130), also lange bevor auch dort die Zisterzienser ansässig wurden.[24]
- „Die Kirche (Dorfkirche Marienfelde) muss in die Zeit um 1220 gesetzt werden.“ Dadurch sei sie „unzweifelhaft die älteste aller Dorfkirchen Berlins.“ Tatsächlich aber wurde 1995 dort im Dachstuhl ein Balken gefunden, der auf „1230 Waldkante“ dendrodatiert werden konnte. Bearbeitungsspuren zeigten, dass der Balken im Dachstuhl erst seine Zweitverwendung gefunden hatte, so dass der Kirchenbau kaum vor 1240 denkbar ist.[25]

## Die Dorfkirchen in den Berliner Bezirken

### Bezirk Charlottenburg-Wilmersdorf
| Bezeichnung                        | Beschreibung | Abbildung                 |
| ---------------------------------- | --- | ------------------------- |
| Dorfkirche Lietzow (Lietzowkirche) | In der heutigen Straße Alt-Lietzow in Charlottenburg stand bis 1910 eine Feldsteinkirche von 1470. Sie wurde durch einen Neubau nach Plänen von Jörgen Kröger ersetzt. Dieser Bau wurde im Zweiten Weltkrieg zerstört. Seit 1960/61 steht ein neues Gotteshaus, geplant von Ludolf von Walthausen, an dieser Stelle.                                                                                   | Dorfkirche Lietzow.       |
| Dorfkirche Schmargendorf           | Die evangelische Dorfkirche in der Breiten Straße in Schmargendorf ist die kleinste der Berliner Dorfkirchen. Einst bildete sie den Mittelpunkt des breiten Straßendorfs (Südseite, in leichter Hanglage). Der flach gedeckte Saalbau aus Feldsteinen trägt einen hölzernen Fachwerkturm (Baujahr 1831), der 1957 verbrettert wurde. Als Bauzeit wird die Wende vom 13. zum 14. Jahrhundert angegeben. | Dorfkirche Schmargendorf. |
| Dorfkirche Wilmersdorf             | Die mittelalterliche Dorfkirche wurde nach einem Dorfbrand 1776 neu errichtet. Diese Kirche wurde 1898 abgerissen, nachdem die Auenkirche 1895/97 nach einem Entwurf von Max Spitta an der Wilhelmsaue in Wilmersdorf gebaut wurde. Eine Wetterfahne der alten Kirche ziert den Treppenturm des neuen Pfarrhauses.                                                                                     | Dorfkirche Wilmersdorf.   |

### Bezirk Friedrichshain-Kreuzberg
| Bezeichnung        | Beschreibung | Abbildung           |
| ------------------ | --- | ------------------- |
| Dorfkirche Stralau | Direkt an der Spree in der Tunnelstraße liegt die evangelische Dorfkirche von Berlin-Stralau, die zwischen 1459 und 1464 errichtet wurde. Der Fachwerkturm wurde 1823/24 mit Backsteinen verkleidet. | Dorfkirche Stralau. |

### Bezirk Lichtenberg
| Bezeichnung                                                    | Beschreibung | Abbildung                         |
| -------------------------------------------------------------- | --- | --------------------------------- |
| Dorfkirche Falkenberg                                          | Die Dorfkirche von Falkenberg ist bereits 1375 urkundlich erwähnt worden. Sie wurde in den letzten Kriegstagen zerstört und nicht wieder aufgebaut. An der Dorfstraße 258 befindet sich der Kirchhof mit dem Grab Marie-Elisabeth von Humboldts. | Dorfkirche Falkenberg (Ruine).    |
| Dorfkirche Friedrichsfelde                                     | Das ursprüngliche Bauwerk in der Alfred-Kowalke-Straße in Friedrichsfelde, eine Chorquadratkirche mit Westturm aus Feldsteinmauerwerk, wurde 1891 abgerissen und durch eine Backsteinkirche im Stil der Zeit ersetzt. Diese wurde im Zweiten Weltkrieg stark beschädigt. 1951 entstand aus den noch vorhandenen Gebäudeteilen ein schlichter Neubau.                  | Dorfkirche Friedrichsfelde.       |
| Dorfkirche Hohenschönhausen (Taborkirche Alt-Hohenschönhausen) | Der älteste Teil dieser Feldsteinkirche in der Hauptstraße in Alt-Hohenschönhausen entstand im späten 13. Jahrhundert. Ein zweites, breiteres Schiff (mit Sakristei) wurde im späten 15. Jahrhundert angefügt. Der Dachturm wurde 1953 abgetragen. Die Taborkirche zählt mit den Dorfkirchen von Schmargendorf und Giesensdorf zu den kleinsten der Berliner Kirchen. | Taborkirche Alt-Hohenschönhausen. |
| Dorfkirche Lichtenberg                                         | Ein einfacher Feldsteinbau ist die in der zweiten Hälfte des 13. Jahrhunderts auf dem Dorfanger, dem heutigen Loeperplatz, in Lichtenberg errichtete evangelische Dorfkirche. Der Turm stammt von 1792. 1952/53 wurden die Fenster in frühgotischer Form wiederhergestellt.                                                                                           | Dorfkirche Lichtenberg.           |
| Dorfkirche Malchow                                             | Von der Kirche in der Malchower Dorfstraße blieb nach dem Zweiten Weltkrieg nur eine Ruine, nachdem die Wehrmacht am 20. April 1945 die Kirche sprengte. Die Grundmauern wurden zu einem Mahnmal gestaltet. Die Feldsteine liegen neben den Grundmauern. Ein Glockengerüst und ein Saal dienen heute der Gemeinde als Kirche.                                         | Dorfkirche Malchow (Ruine).       |
| Dorfkirche Wartenberg                                          | Ebenso wie in Falkenberg und Malchow wurde die Wartenberger Dorfkirche in der Dorfstraße wenige Stunden vorm Einmarsch der Roten Armee in den Ort gesprengt. Sie galt als eine der schönsten Dorfkirchen im Berliner Raum. Heute weisen auf dem Friedhof nur noch eine dichte Baumgruppe und ein hölzerner Glockenträger auf ihren ehemaligen Standort hin.           | Dorfkirche Wartenberg (Ruine).    |

### Bezirk Marzahn-Hellersdorf
| Bezeichnung                        | Beschreibung | Abbildung                   |
| ---------------------------------- | --- | --------------------------- |
| Dorfkirche Biesdorf (Gnadenkirche) | Die evangelische Dorfkirche Biesdorf auf dem Dorfanger war ein frühgotischer Feldsteinbau aus dem 13. Jahrhundert. Von ihr stehen nur noch die Seitenwände. Ein Brand zerstörte 1774 die Kirche fast vollständig. Ende des 19. Jahrhunderts erhielt die Kirche den hohen Turm mit Spitzhelm. Die Schäden des Zweiten Weltkriegs wurden 1950–51 beseitigt. | Dorfkirche Biesdorf.        |
| Dorfkirche Kaulsdorf               | Etwas abseits der Verkehrsachse B 1/B 5 hat sich der Dorfanger Kaulsdorf mit der Dorfkirche erhalten. Der kleine einschiffige gotische Feldsteinbau geht auf das 14. Jahrhundert zurück. 1715 wurde die Kirche in Schiffsbreite nach Osten erweitert. Rätselhaft ist eine in dem neuen Ostteil archäologisch gesicherte Apsis des Vorgängerbaus, weil deren halbrunde Form eigentlich auf das 13. Jahrhundert deutet; hierzu steht aber das unter Putz verborgene Mischmauerwerk des alten Langhauses im Widerspruch. Der Kirchturm von 1896/97 wurde im Zweiten Weltkrieg zerstört und erst 1999 wieder aufgebaut. | Dorfkirche Kaulsdorf.       |
| Alte Pfarrkirche Mahlsdorf         | Mitte des 13. Jahrhunderts entstand die evangelische Dorfkirche Mahlsdorf, ein frühgotischer Feldsteinbau. Erhaltene Elemente aus der Entstehungszeit sind der Chor mit einer spitzbogigen Dreifenstergruppe und das Westportal. Der eingezogene Turm ist bereits spätgotisch. 1699 wurde die Kirche umgebaut, dabei wurden auch die Fenster verändert. Anbauten ergänzen die Kirche seit dem 19. Jahrhundert. Sie befindet sich in der Hönower Straße in der Nähe der Bundesstraßen 1 und 5. | Alte Pfarrkirche Mahlsdorf. |
| Dorfkirche Marzahn                 | Auf dem gut erhaltenen Marzahner Dorfanger stand bis ins 19. Jahrhundert eine mittelalterliche Feldsteinkirche. 1870–71 schufen Friedrich August Stüler und Adolf Brückner die heutige schlichte Kirche in gelbem Backstein. Sie orientierten sich an der Backsteingotik von Dorfkirchen in der Mark Brandenburg. | Dorfkirche Marzahn.         |

### Bezirk Neukölln

#### Die mittelalterlichen Dorfkirchen
| Bezeichnung                                      | Beschreibung | Abbildung          |
| ------------------------------------------------ | --- | ------------------ |
| Dorfkirche Britz                                 | Aus der Zeit um 1300 stammt die heute evangelische Dorfkirche in der Straße Alt-Britz in Britz, eine Chorquadratkirche aus Feldsteinmauerwerk. 1776 entstand die angebaute Gruft in barocken Formen. 1888 wurde die Kirche umgebaut und erhielt dabei einen neuen Turm und die spitzbogenförmigen Fenster und Portale. Die Weichnachts- und Tauffenster schuf Charles Crodel.          | Dorfkirche Britz.  |
| Dorfkirche Buckow                                | Um 1250 entstand die heute evangelische Dorfkirche in Buckow mit dem schiffsbreiten querrechteckigen Westturm. | Dorfkirche Buckow. |
| Dorfkirche Rixdorf (Bethlehemskirche) in Rixdorf | Die Feldsteinkirche auf dem Richardplatz in Neukölln entstand im 15. Jahrhundert. Sie wurde häufig umgestaltet. Der Dachturm stammt von 1757. Seit 1884 gehört diese Kirche der böhmisch-lutherischen Gemeinde. Seit 1912 trägt sie den Namen Bethlehemskirche. | Dorfkirche Rixdorf |
| Dorfkirche Rudow                                 | Der Qualität des sorgfältig gequaderten Mauerwerks nach zu urteilen, wurde die evangelische Dorfkirche in der Köpenicker Straße in Rudow noch im 13. Jahrhundert erbaut. Das Turmportal stammt aus der Entstehungszeit. Der Dachturm entstand 1713. Umbauten erfolgten 1804 und 1909. 1954 wurden die Kriegsschäden behoben und der Chor in der ursprünglichen Form wiederhergestellt. | Dorfkirche Rudow.  |

#### Die nachmittelalterlichen Gotteshäuser der böhmischen Glaubensflüchtlinge
In der Nähe des Richardplatzes wurde in Rixdorf ein besonderes Kapitel der Kirchengeschichte Berlins geschrieben. Auf engstem Raum entstanden neben der lutherischen Dorfkirche Rixdorf (Bethlehemskirche) zwei Gotteshäuser für die hier im 18. Jahrhundert angesiedelten Glaubensflüchtlinge aus Böhmen.
| Bezeichnung                   | Beschreibung | Abbildung                                    |
| ----------------------------- | --- | -------------------------------------------- |
| Dorfkirche Böhmisch-Rixdorf   | Die Herrnhuter Brüdergemeine errichtete 1761 einen schlichten Kirchsaal mit einem kleinen Glockenturm auf dem Dach in der Kirchgasse in Neukölln. Dieser Bau wurde 1944 zerstört. Seit 1962 steht an dieser Stelle ein Neubau von Peter Lehrecke.                   | Neubau der Herrnhuter Brüdergemeine Rixdorf. |
| Betsaal der Bethlehemgemeinde | Die evangelische böhmisch-reformierte Bethlehemsgemeinde nutzt ein ehemaliges Schul- und Bethaus in der Richardstraße in Neukölln als Kirchsaal. Im schlichten hölzernen Glockenturm befindet sich eine Glocke aus der ehemaligen Bethlehemskirche in Berlin-Mitte. | Glockenturm der Bethlehemsgemeinde Rixdorf.  |

### Bezirk Pankow
| Bezeichnung                                   | Beschreibung | Abbildung                        |
| --------------------------------------------- | --- | -------------------------------- |
| Dorfkirche Blankenburg                        | Aus der Mitte des 13. Jahrhunderts stammt die evangelische Dorfkirche Blankenburg, ein typischer Feldsteinbau auf dem Dorfanger. Der Turm hat die Breite des Kirchenschiffs. Aus dem 15. Jahrhundert stammen das spätgotische Westportal und der Chor. | Dorfkirche Blankenburg.          |
| Dorfkirche Blankenfelde                       | Die Feldsteinkirche Blankenfelde in der Hauptstraße 21 stammt aus dem späten 14. Jahrhundert. Der westliche Dachturm wurde 1680 errichtet. | Dorfkirche Blankenfelde.         |
| Schlosskirche Buch                            | Eine Ausnahmeerscheinung ist die Schlosskirche in Buch in der Straße Alt-Buch 37. Sie wurde 1731 bis 1736 von Friedrich Wilhelm Diterichs erbaut und ist eine der wenigen Barockkirchen in Berlin. Es wurde ein an gleicher Stelle stehender mittelalterlicher Vorgängerbau abgerissen, über dessen Aussehen jedoch nichts Näheres bekannt ist. | Schlosskirche Buch.              |
| Dorfkirche Französisch Buchholz               | Ein Granitquaderbau aus der zweiten Hälfte des 13. Jahrhunderts ist die evangelische Dorfkirche in Französisch Buchholz in der Hauptstraße 58 A. Sie erhielt Ende des 16. Jahrhunderts ein Kreuzrippengewölbe. Seit 1689 wird sie für die evangelisch-lutherische und die französisch-reformierte Gemeinde genutzt. 1852 wurde ein Querschiff und 1886 der Turm im Südwesten hinzugefügt. | Dorfkirche Französisch Buchholz. |
| Dorfkirche Heinersdorf                        | Ein Feldsteinbau aus dem späten 13. Jahrhundert ist die evangelische Dorfkirche von Heinersdorf in der Romain-Rolland-Straße 54–56 Ecke Berliner Straße. Etwa 1490 entstanden die Gewölbe, die Vorhalle und ein Anbau an der Südseite. Der Westturm wurde 1893 erneuert. 1934/35 wurde die Kirche erheblich umgestaltet, ein Querhaus und ein Rechteckchor ergänzen seitdem den Bau. Das Pfarrhaus von 1909 (Entwurf: Carl James Bühring) ist durch einen eingeschossigen Flügel aus Feldsteinen mit der Kirche verbunden. Charles Crodel schuf 1946 die Glasmalereien.      | Dorfkirche Heinersdorf.          |
| Dorfkirche Karow                              | Mit der ersten Hälfte des 13. Jahrhunderts wird die Entstehungszeit der evangelischen Dorfkirche von Karow in der Straße Alt-Karow angegeben. Der spätromanische Bau wurde im 17. Jahrhundert umgebaut. 1845–47 entstand der Westturm, der durch einen Zwischenbau über das ehemalige Westportal mit dem Kirchenschiff verbunden ist. Um 1900 wurde noch eine Kapelle angebaut. | Dorfkirche Karow.                |
| Dorfkirche Niederschönhausen (Friedenskirche) | 1869/71 wurde die im 13. Jahrhundert erbaute Dorfkirche von Niederschönhausen durch einen kathedralartigen Neubau aus gelbem Backstein nach Osten hin ergänzt, der seitdem den Anblick der ursprünglichen Feldsteinkirche dominiert. Diese Kirche bildet den Mittelpunkt des Ossietzky-Platzes. | Dorfkirche Niederschönhausen.    |
| Dorfkirche Pankow (Zu den vier Evangelisten)  | Die derzeitige evangelische Dorfkirche Pankow Zu den vier Evangelisten in der Breiten Straße ist im Kern ein Feldsteinbau aus dem 15. Jahrhundert. 1858–59 wurde die mittelalterliche Kirche durch ein neugotisches Langhaus erweitert und die beiden schlanken Türme wurden errichtet (Baumeister: Friedrich August Stüler). Weitere Anbauten entstanden 1908. | Dorfkirche Pankow Altbauteil.    |
| Dorfkirche Rosenthal                          | Der Kern der evangelischen Dorfkirche von Rosenthal in der Hauptstraße 149 stammt aus dem 13. Jahrhundert. 1880 wurde der 1705 angefügte Chor umgestaltet und ein Querschiff angebaut. 1902 entstand der westliche Turm im neugotischen Stil (Baumeister: Robert Leibnitz). | Dorfkirche Rosenthal.            |
| Dorfkirche Weißensee                          | Auf die zweite Hälfte des 14. Jahrhunderts werden die Ursprünge der evangelischen Dorfkirche von Weißensee datiert: Der Unterbau des Turms sowie das westliche Ende der Kirche zeigen das typisch spätgotische, wenig sorgfältig gequaderte Feldsteinmauerwerk. Das Langhaus wurde in der zweiten Hälfte des 15. Jahrhunderts durch einen Backsteinbau ersetzt. Von 1830 stammen Turmaufsatz und Westportal im neugotischen Stil. Querschiff und Chorabschluss entstanden 1899 unter der Leitung von Theodor Prüfer. Die Kirche befindet sich in der Berliner Allee 180–184. | Dorfkirche Weißensee.            |

### Bezirk Reinickendorf
| Bezeichnung              | Beschreibung | Abbildung                                 |
| ------------------------ | --- | ----------------------------------------- |
| Dorfkirche Heiligensee   | Auf dem Dorfanger, der von Bauten aus dem 18. und 19. Jahrhundert umrahmt ist, steht die Dorfkirche Heiligensee, die im 15. Jahrhundert entstand und nach der Reformation 1539 evangelisch wurde. 1667 wurde das Gebäude nach einem Brand repariert, wobei die Mauern des Langhauses erhöht wurden. 1707–1713 wurde die Fassade barock gestaltet und ein eingezogener Westturm, der im Kern eine Fachwerkkonstruktion war, dem Langhaus vorgesetzt. 1936–1937 erfuhr die Kirche eine Innenrenovierung. | Dorfkirche Heiligensee.                   |
| Dorfkirche Hermsdorf     | Von 1754 bis 56 entstand die evangelische Dorfkirche Hermsdorf in der Almutstraße, ein schlichter verputzter Saalbau mit rechteckigem Grundriss im Barockstil. 1909 wurde das Gebäude erweitert, dabei wurde der Stil des Ursprungsbaus beibehalten. Der Turm wurde 1960 neu errichtet. | Dorfkirche Hermsdorf (Berlin).            |
| Dorfkirche Lübars        | Im strengen preußischen Barock präsentiert sich die evangelische Dorfkirche von Alt-Lübars, eine einfache verputzte Saalkirche mit vorgesetztem quadratischem Westturm. Sie wurde 1791–94 erbaut und ist Nachfolgerin einer Fachwerkkirche, die bei einem Dorfbrand zerstört wurde. | Dorfkirche Lübars.                        |
| Dorfkirche Reinickendorf | Die evangelische Dorfkirche Alt-Reinickendorf entstand am Anfang des 15. Jahrhunderts auf dem Dorfanger. Ungewöhnlich und in Berlin einmalig ist der bündige Übergang vom Kirchenschiff zum halbrunden Chor. Der quadratische Turm wurde 1713 mit einem Zeltdach versehen. | Dorfkirche Reinickendorf (Vorderansicht). |
| Dorfkirche Tegel         | Der Holzbau der Dorfkirche in Alt-Tegel wurde im 18. Jahrhundert durch einen barocken Bau ersetzt. Dieser wurde 1911–12 durch den größeren heutigen Bau abgelöst. Der Entwurf stammt von Jürgen Kröger. | Dorfkirche Tegel.                         |
| Dorfkirche Wittenau      | 1482 wurde mit dem Bau der evangelischen Dorfkirche in Alt-Wittenau begonnen; der Dachturm ist ebenfalls noch spätmittelalterlich (Glocke von 1484). Das neugotische Westportal entstand 1830. Es handelt sich um einen einfachen Saalbau aus Feldsteinen. Die ursprüngliche Flachdecke wurde 1956–57 durch ein hölzernes Tonnengewölbe ersetzt. | Dorfkirche Wittenau.                      |

### Bezirk Spandau
| Bezeichnung        | Beschreibung | Abbildung           |
| ------------------ | --- | ------------------- |
| Dorfkirche Gatow   | Anfang des 14. Jahrhunderts entstand in der Mitte des Straßendorfs Gatow(heute Alt-Gatow) eine Dorfkirche aus Feldsteinmauerwerk. Sie wird seit der Reformation 1539 bis heute als evangelische Gemeindekirche genutzt. Den Kern der heutigen Kirche bildet noch immer der aus wenig sorgfältig gequaderten Feldsteinen errichtete Ursprungsbau, der als Ostteil der Kirche als eingezogener Chor geplant war. Später wurde der Chor als Langhaus in gleicher Breite nach Westen fortgesetzt und ein Turmbau mit Strebepfeilern vorbereitet. Im 17. Jahrhundert entstand der hölzerne Dachturm, der 1844–1846 komplett erneuert wurde. Die östlichsten Bauteile aus verputztem Backsteinmauerwerk entstanden 1868–1869 als verlängerter Altarraum und 1913 als Sakristei. | Dorfkirche Gatow.   |
| Dorfkirche Kladow  | Im 14. oder 15. Jahrhundert entstand in einem Platzdorf in der heutigen Straße Alt-Kladow in Kladow eine erste steinerne Dorfkirche. Diese brannte 1808 aus. Ein Neubau, der die erhalten gebliebenen Umfassungsmauern nutzte, entstand 1818/19. Eine Renovierung nach Plänen von Artur Reck erfolgte 1953. | Dorfkirche Kladow.  |
| Dorfkirche Staaken | Nach dem Dorfbrand von 1433 wurde die Dorfkirche Staaken am heutigen Nennhauser Damm zwischen 1436 und 1440 erbaut. Das Kirchenschiff besteht aus Mischmauerwerk, das verputzt ist. Der verputzte Backsteinturm mit verbrettertem Fachwerkaufsatz entstand 1712, zusammen mit einem Anbau. Seit 1951 lag die Kirche im Grenzgebiet zwischen Staaken-West (Kreis Nauen, DDR) und dem bei West-Berlin verbliebenen Ostteil Staakens. | Dorfkirche Staaken. |

### Bezirk Steglitz-Zehlendorf
| Bezeichnung                                 | Beschreibung | Abbildung                |
| ------------------------------------------- | --- | ------------------------ |
| Dorfkirche Dahlem (St.-Annen-Kirche Dahlem) | Die heutige Gestalt der alten Dorfkirche stammt aus dem 14. Jahrhundert; allerdings enthält ihr Mauerwerk noch Reste eines Vorgängerbaus aus der Zeit um 1225. Die St.-Annen-Kirche liegt in der Königin-Luise-Straße am alten Dorfanger von Dahlem. Der Dachturm von 1781 wurde von 1832 bis 1849 als Relaisstation 2 der optischen Telegraphenlinie Berlin-Koblenz genutzt. Dieser Turm wurde im Zweiten Weltkrieg zerstört und 1953 in schlichterer Form neu gebaut. | Dorfkirche Dahlem.       |
| Dorfkirche Giesensdorf                      | Um 1250 wurde der Bau der evangelischen Dorfkirche am Ostpreußendam in Giesensdorf, einer Ortslage von Lichterfelde, auf der Dorfaue begonnen. Die Dorfaue ist heute nicht mehr erkennbar, die Kirche steht etwas verloren im Winkel zweier Hauptverkehrsstraßen. An dem zwischen etwa 1250 und 1350 in zwei Bauphasen errichteten Feldsteinbau wurden 1609 die Fenster vergrößert. Im Zweiten Weltkrieg wurde die Kirche schwer beschädigt. 1955 wurde unter der Leitung von Ludolf von Walthausen das Bauwerk wiederhergestellt. Dabei wurde auf den Neuaufbau des hölzernen Turms verzichtet. Statt des Turms wurde der Westgiebel mit einem Dachreiter ergänzt, der als Glockenträger dient. Die Kirche ist nach der Dorfkirche Schmargendorf (Berlin) die zweitkleinste Dorfkirche Berlins. | Dorfkirche Giesensdorf.  |
| Dorfkirche Lankwitz                         | Auf den Zeitraum 1240 bis 1250 wird die Bauzeit der evangelischen Dorfkirche auf dem Dorfanger von Lankwitz geschätzt, einer schlichten Feldsteinkirche. Mitte des 18. Jahrhunderts entstand der verbretterte Dachturm. Zu dieser Zeit wurden auch die Fenster vergrößert. Nur die Fenster der Apsis entsprechen noch dem ursprünglichen Zustand. Die Kriegsschäden wurden 1956 beseitigt. Von 1974 bis 1977 erfolgte eine Restaurierung und Sanierung, wobei der ursprüngliche Raum wieder zur Geltung kommen sollte. | Dorfkirche Lankwitz.     |
| Dorfkirche Lichterfelde                     | Die evangelische Dorfkirche Lichterfelde steht auf dem, heute vom Verkehr des Hindenburgdamms umbrausten, Dorfanger in der Nähe des Gutshauses Lichterfelde. Zwischen Dorfkirche und Gutshaus wurde 1900 ebenfalls auf dem Anger die evangelische Pauluskirche erbaut. Der Feldsteinbau der Dorfkirche stammt aus der Mitte des 14. Jahrhunderts. Sie hat nur einen kleinen Dachturm. Im Dreißigjährigen Krieg wurde die Kirche zerstört. Danach erfolgten erste Umbauten. 1776 und 1790 wurden Kapellen angebaut, 1895 erfolgte eine Erweiterung der Kirche. Ein großer Umbau 1939 fasste Kirchenschiff und Anbauten zusammen, eine neue Sakristei wurde angefügt. | Dorfkirche Lichterfelde. |
| Dorfkirche Steglitz                         | In der 1. Hälfte des 13. Jahrhunderts wurde das Straßendorf Steglitz gegründet. In seiner Mitte stand vermutlich zunächst eine hölzerne Dorfkirche, die gegen Ende des 13. Jahrhunderts durch eine steinerne Saalkirche ersetzt wurde. Als diese in der zweiten Hälfte des 19. Jahrhunderts wegen gestiegener Anzahl von Gemeindemitgliedern zu klein geworden war, wurde sie durch die wesentlich größere Matthäuskirche ersetzt und 1881 wegen Baufälligkeit abgebrochen. Ihr Standort war auf der großen Rasenfläche vor dem Querriegel des Gemeindehauses (gegenüber dem Steglitzer Kreisel). Auf dem Rasen ist ihr ehemaliger Grundriss zwischen Soldatengräbern sparsam markiert. |                          |
| Dorfkirche Stolpe                           | Die evangelische Dorfkirche auf dem Wilhelmplatz in Stolpe, einer Ortslage von Wannsee, wurde nach Ideen des preußischen Königs Friedrich Wilhelm IV. von Friedrich August Stüler gestaltet. Der mächtige Turm verleiht der kleinen Kirche das Gepräge einer romanischen Kathedrale. Sie wurde 1859 fertiggestellt. Der Vorgänger war ein spätmittelalterlicher Fachwerkbau. | Dorfkirche Stolpe.       |
| Dorfkirche Zehlendorf                       | Eine ungewöhnliche Form zeigt die evangelische Dorfkirche an der Clayallee in Zehlendorf aus dem Jahr 1768, ein barocker achteckiger Bau. Der ursprünglich vorhandene Turm auf dem Pyramidendach wurde bereits 1788 abgetragen. Der mittelalterliche Vorgängerbau, offenbar eine längsrechteckige Feldsteinkirche mit „Klutturm“, wurde im Siebenjährigen Krieg zerstört. | Dorfkirche Zehlendorf.   |

### Bezirk Tempelhof-Schöneberg
Die Dorfkirchen in Tempelhof, Mariendorf und Marienfelde gehen auf Gründungen des Templerordens zurück, dessen Komturhof in Tempelhof stand. Das ist von siedlungsgeschichtlicher Bedeutung, nicht aber von bautechnischer. Es gibt zwar nur fünf Saalkirchen mit Apsis im Stadtgebiet von Berlin, deren Grundrisstyp (nicht unbestritten) als der älteste gilt. Dazu gehören neben den drei Templerkirchen aber auch die Dorfkirchen von Lankwitz und Karow.
| Bezeichnung            | Beschreibung | Abbildung               |
| ---------------------- | --- | ----------------------- |
| Dorfkirche Lichtenrade | Die evangelische Dorfkirche von Lichtenrade, ein schlichter Feldsteinbau mit rechteckigem Grundriss, stammt aus dem 14. Jahrhundert. Bis heute hat sie eine idyllische Lage auf dem erhaltenen Dorfanger bewahren können. Vor 1810 erhielt die Kirche einen kleinen Turm. Von 1902 (Baumeister Georg Schwartzkopff) stammt der derzeitige hohe Feldsteinturm. | Dorfkirche Lichtenrade. |
| Dorfkirche Mariendorf  | Mitte des 13. Jahrhunderts wurde die Feldsteinkirche in Mariendorf an der heutigen Straße Alt-Mariendorf errichtet. Der Bau umfasst einen schiffsbreiten Westturm, ein längsrechteckiges Kirchenschiff, einen quadratischen Chorraum und eine halbrunde Apsis. Die Unterteilung des Langhauses in zwei Schiffe war eine Folge des Gewölbeeinbaus in der Mitte des 16. Jahrhunderts. Ebenfalls eine spätere mittelalterliche Ergänzung ist die Sakristei. Anders als bei den nahen Kirchen von Buckow und Marienfelde ist der schiffsbreite Westquerturm nicht in Feldsteinquadern vollendet worden. 1737 erhielt die Kirche einen gegenüber der Turmbasis eingezogenen Holzturm. Um die Kirche erstreckt sich das moderne Gemeindezentrum. | Dorfkirche Mariendorf.  |
| Dorfkirche Marienfelde | Kurt Pomplun hat den Baubeginn der evangelischen Dorfkirche von Marienfelde, die auf dem gut erhaltenen Dorfanger steht, auf die Zeit um 1220 datiert. Sie wird von vielen Autoren als die älteste Kirche Berlins und eine der ältesten Kirchen in der Mark Brandenburg bezeichnet. Es wird vermutet, dass diese Kirche bereits einen hölzernen Vorgänger hatte. Archäologisch wurde mit Hilfe der Dendrochronologie ein (zweitverwendeter) Dachbalken auf 1230 datiert, was eher auf einen Baubeginn um 1240 hindeutet. | Dorfkirche Marienfelde. |
| Dorfkirche Schöneberg  | Ein barocker Sakralbau ist die evangelische Dorfkirche Schöneberg, die 1744–46 unter der Leitung des Baumeisters Johann Friedrich Lehmann auf einer Anhöhe des Dorfangers an der heutigen Hauptstraße errichtet wurde. Sie ersetzte eine mittelalterliche Kirche, die im Siebenjährigen Krieg zerstört wurde. Nach dem Zweiten Weltkrieg wurde die Kirche äußerlich in alter Form wieder aufgebaut, die Innenausstattung ist völlig neu geschaffen worden. | Dorfkirche Schöneberg.  |
| Dorfkirche Tempelhof   | Aus der Mitte des 13. Jahrhunderts stammt die evangelische Dorfkirche von Tempelhof, die südlich des Dorfkerns auf einer Anhöhe, die einst eine Halbinsel im See war, in der heutigen Parkstraße steht. Die Feldsteinkirche wurde nach Kriegszerstörungen 1954–56 in vereinfachter Form wieder aufgebaut. Bei der Vorbereitung des Wiederaufbaus wurde 1952 durch Grabungen ein Vorgängerbau entdeckt, der vom Ausgräber Ernst Heinrich unter Vorbehalt in die Zeit „um oder gar vor 1200“ datiert wurde und der vermutlich im Teltow-Krieg zerstört wurde. – Auf dem Kirchhof befindet sich die zentrale Gedenkstätte für die Berliner Opfer des Seebebens im Indischen Ozean im Jahr 2004.                                               | Dorfkirche Tempelhof.   |

### Bezirk Treptow-Köpenick
Im Bezirk Treptow-Köpenick ist keine mittelalterliche Dorfkirche bekannt. Die meisten seiner mittelalterlichen Dörfer liegen in unmittelbarer Gewässernähe und sind slawischen Ursprungs. Die Talsande enthalten keine Feldsteine und sind weniger ertragreich als lehmige Böden, so dass die Dörfer zu arm für einen steinernen Dorfkirchenbau waren. Zudem sind die Kolonistensiedlungen Friedrichshagen und Müggelheim erst im 18. Jahrhundert entstanden.
| Bezeichnung                         | Beschreibung | Abbildung                               |
| ----------------------------------- | --- | --------------------------------------- |
| Dorfkirche Altglienicke             | Die evangelische Dorfkirche Altglienicke gehört zu den jüngsten Dorfkirchennachfolgerinnen Berlins. Sie ist dreischiffig und daher keine Dorfkirche im Sinne der klassischen Definition, sondern folgt eher städtischen Vorbildern. Sie wurde 1894/95 nach Planungen der Architekten Hermann Bohl, Ludwig von Tiedemann und Ludwig Schaller in der Semmelweisstraße erbaut. | Dorfkirche Altglienicke.                |
| Dorfkirche Bohnsdorf                | Die evangelische Dorfkirche auf dem Dorfanger (heute: Dorfplatz) in Bohnsdorf stammt von 1755–57. Sie ersetzte eine ältere Dorfkirche. Der Baumeister war Johann Friedrich Lehmann. 1888 wurde die Kirche um Chor, Vorhalle und Turm erweitert. Die Turmspitze wurde 1938 erneuert.                                                                                         | Dorfkirche Bohnsdorf.                   |
| Christophoruskirche Friedrichshagen | Diese von Jürgen Kröger an der Bölschestraße gegenüber dem Marktplatz in Friedrichshagen gestaltete neugotische Kirche ersetzt seit 1903 den schlichten Saalbau von 1840. | Christophoruskirche in Friedrichshagen. |
| Dorfkirche Müggelheim               | Die evangelische Dorfkirche auf dem Dorfanger von Müggelheim stammt aus dem Jahr 1804. Die schlichte Kirche mit quadratischem Grundriss trägt seit 1910 einen Dachreiter. | Dorfkirche Müggelheim.                  |
| Dorfkirche Rahnsdorf                | Im Rundbogenstil gestalteten Kappen und Adler 1886/87 den Neubau der evangelischen Dorfkirche an der Dorfstraße in Rahnsdorf, der mehrere Vorgängerbauten hatte. Durch die Lage auf einer Düne und ihren hohen Turm bildet die Dorfkirche Rahnsdorf eine eindrucksvolle Landmarke.                                                                                          | Dorfkirche Rahnsdorf.                   |
| Dorfkirche Schmöckwitz              | Auf einer inselartigen Düne an der Dahme bildet sie den Mittelpunkt für Schmöckwitz. In klassizistischer Form mit kleinem Turm löste die evangelische Dorfkirche 1798/99 den Vorgängerbau ab. Die Innenausstattung ist weitgehend erhalten. Baumeister war Abraham Bocksfeld.                                                                                               | Dorfkirche Schmöckwitz.                 |

### Dorfkirchen im gesamten Stadtgebiet
- Walter C. Türck: Die Dorfkirchen von Berlin. Evangelische Verlagsanstalt, Berlin 1950.
- Kurt Pomplun: Berlins alte Dorfkirchen. Haude & Spener, Berlin 1962, ISBN 3-7759-0160-4 (6. und letzte Auflage 1984).
- Günther Kühne, Elisabeth Stephani: Evangelische Kirchen in Berlin. 1. Auflage. C.Z.V.-Verlag, Berlin 1978, ISBN 3-7674-0158-4.
- Matthias Hoffmann-Tauschwitz: Alte Kirchen in Berlin: 33 Besuche bei den ältesten Kirchen im Westteil der Stadt. Wichern, Berlin 1986, ISBN 3-88981-023-3 (Fotos von Harry C. Suchland).
- Matthias Hoffmann-Tauschwitz: Wege zu Berliner Kirchen. Vorschläge zur Erkundung kirchlicher Stätten im Westteil Berlins. Wichern-Verlag, Berlin 1987, ISBN 3-88981-031-4, S. 28 f.
- Renate und Ernst Oskar Petras (Hrsg.): Alter Berliner Dorfkirchen. Die Zeichnungen Heinrich Wohlers. Evangelische Verlagsanstalt, Berlin 1988, ISBN 3-374-00543-8 (von 1834).
- Marcus Cante: Kirchen bis 1618. In: Berlin und seine Bauten, Teil VI Sakralbauten. Ernst & Sohn Verlag für Architektur, Berlin 1997, ISBN 3-433-01016-1.
- Christel Wollmann-Fiedler (Bilder), Jan-Michael Feustel: Alte Dorfkirchen in Berlin. Quintessenz, Berlin 2001, ISBN 3-8148-0089-3.
- Georg Dehio (Bearbeiter: Sibylle Badstübner-Gröger, Michael Boll, Ralph Paschke u. a.): Handbuch der Deutschen Kunstdenkmäler Berlin. Deutscher Kunstverlag, 1994, 3. Aufl. 2006, ISBN 3-422-03038-7.
- Brandenburgisches Landesamt für Denkmalpflege (Hrsg.): Kirchen des Mittelalters in Brandenburg und Berlin. Archäologie und Bauforschung. Imhof, Petersberg 2007, ISBN 978-3-86568-254-3.

### Berliner Dorfkirchen nördlich der Spree (auf dem Barnim)
- Ernst Badstübner: Kirchen in Berlin: von St. Nikolai bis zum Gemeindezentrum Am Fennpfuhl, Berlin 1987.
- Matthias Friske: Die mittelalterlichen Kirchen auf dem Barnim. Geschichte – Architektur – Ausstattung. Lukas, Berlin 2001, ISBN 3-931836-67-3.
- Ulrich Waack: Kirchenbau und Ökonomie. Zur Beziehung von baulichen Merkmalen mittelalterlicher Dorfkirchen auf dem Barnim und dessen Wirtschafts- und Siedlungsgeschichte (= Band 4 der Reihe Kirchen im ländlichen Raum), Berlin 2009.

### Spezielle Aspekte
- Klaus-Dieter Wille: Die Glocken von Berlin (West). Berlin 1987 (Die Bauwerke und Kunstdenkmäler von Berlin, Beiheft 16).
- Hans-Jürgen Rach: Die Dörfer in Berlin. Berlin 1988, ISBN 3-87776-211-5.
- Ulf Frommhagen: Wehrtechnische Aspekte an hochmittelalterlichen Dorfkirchen in der Altmark. In: Thomas Hartwig: Alle Altmarkkirchen von A bis Z. Elbe-Havel-Verlag, Havelberg 2012, ISBN 978-3-9814039-5-4, S. 565–576.

### Hinweise zur Literatur
Die hier aufgeführte Literatur ist von unterschiedlicher Bedeutung. Die folgenden Hinweise beziehen sich auf die Darstellung der Kirchengebäude, vor allem der Grundrisse und des Mauerwerks, nicht auf ihre Innenausstattung.
Türck ist unvollständig, unsystematisch, nicht fehlerfrei und bedient sich manchmal noch der überkommenen, nationalistisch eingefärbten Sichtweise. Pomplun bleibt ein Klassiker, obwohl er nicht mehr dem neuesten Forschungsstand entspricht. Kühne/Stephani sind recht kurz gehalten und nicht immer zuverlässig. Hoffmann-Tauschwitz (Alte Kirchen in Berlin. 33 Besuche, 1986) ist nicht immer zuverlässig; seine Stärke liegt in der Qualität der Abbildungen. Seine Wege zu Berliner Kirchen, 1987 sind entbehrlich, da sie nur eine Kurzfassung der „Alten Kirchen“ darstellen. Die von Petras herausgegebenen Zeichnungen Heinrich Wohlers (1834) zeigen unverzichtbare historische Abbildungen. Cantes umfangreiches, chronologisch gegliedertes Register arbeitet leider nur stichwortartig, besitzt aber die größte Zuverlässigkeit unter der derzeitigen Berliner Dorfkirchenliteratur. Wollmann-Fiedler/Feustel bieten eher einen Bildband, der nicht immer zuverlässig ist. Ebenfalls nicht immer zuverlässig ist der Dehio 2006.